# Museu de Arte Contemporânea de Niterói
O Museu de Arte Contemporânea de Niterói (MAC) é um museu de arte contemporânea brasileira localizado na cidade de Niterói, no Rio de Janeiro, no Brasil. A obra foi inaugurada no dia 2 de setembro de 1996. Projetado pelo arquiteto Oscar Niemeyer, o MAC tornou-se um dos cartões-postais de Niterói. Destina-se principalmente a obras pertencentes à arte contemporânea brasileira da década de 1950 até hoje. O museu possui um acervo de 1 217 obras da Coleção João Sattamini. Um conjunto reunido desde a década de 1950 pelo colecionador João Sattamini, constituindo a segunda maior coleção de arte contemporânea do Brasil.
Construído sobre o Mirante da Boa Viagem, na orla de Niterói, o museu, com sua fachada futurista, possibilita que o visitante desfrute de vistas panorâmicas que se lhe oferecem quer fora do museu, a partir do pátio, quer dentro do museu por um olhar pelo anel de janelas que divide este gigantesco "prato de concreto" em duas faixas.
O MAC ainda disponibiliza atividades educacionais desde 1996, chamadas de Desafios Comunicativos da Arte Contemporânea, com o intuito, segundo a administração do museu, de incentivar a "produção artística contemporânea, que se coloca exposta em um espaço público onde circulam indivíduos não pertencentes ao mundo da arte."

## Arquitetura

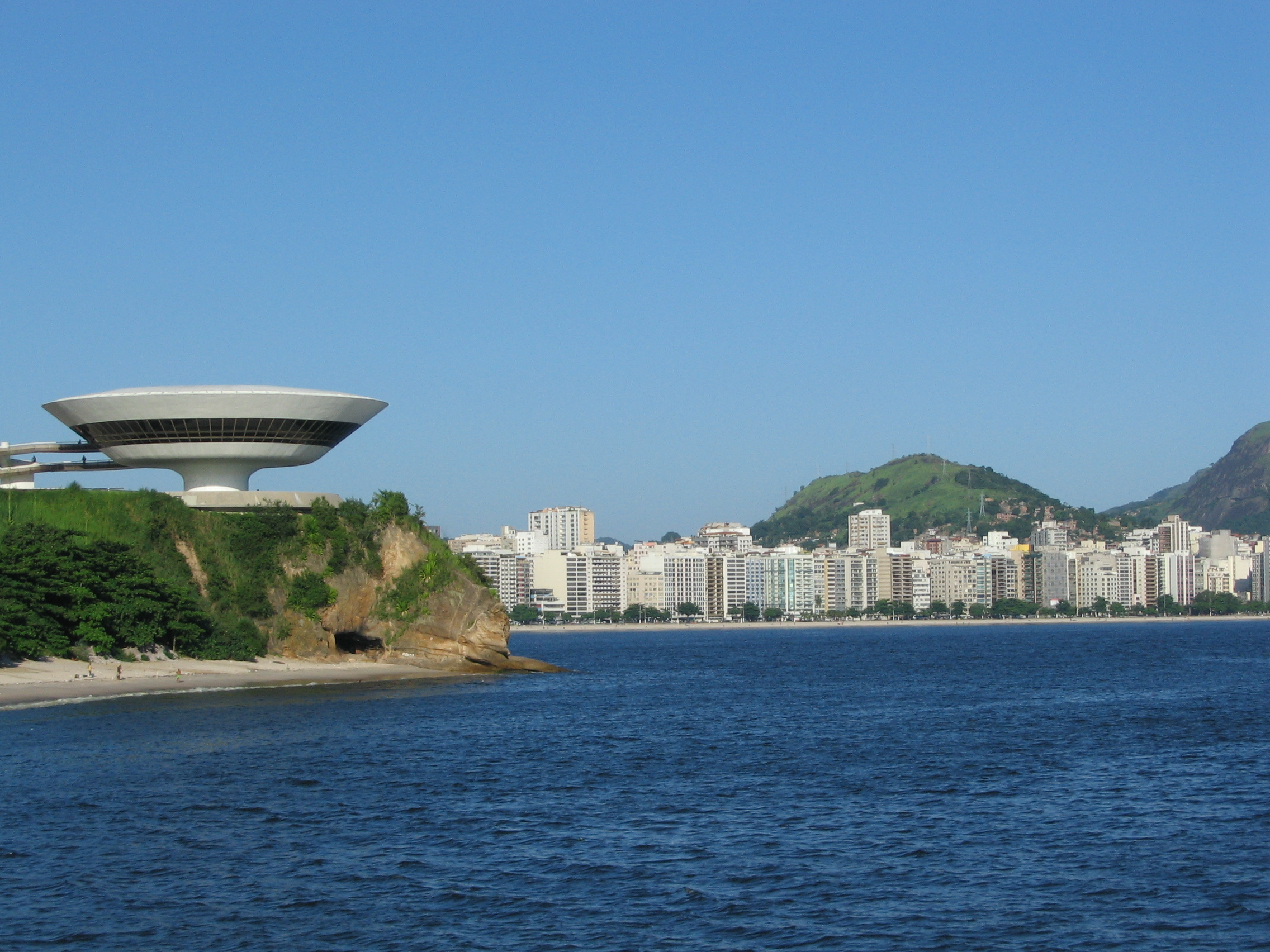
O museu visto da Praia da Boa Viagem, com a Praia de Icaraí ao fundo.

Edificado em 1996, destaca-se na paisagem pelo arrojo de seus traços contemporâneos, que o fazem assemelhar-se a um cálice ou a disco voador. Foram necessários cinco anos para erguer a estrutura de quatro pavimentos, inscrita numa praça de 2 500 metros quadrados.

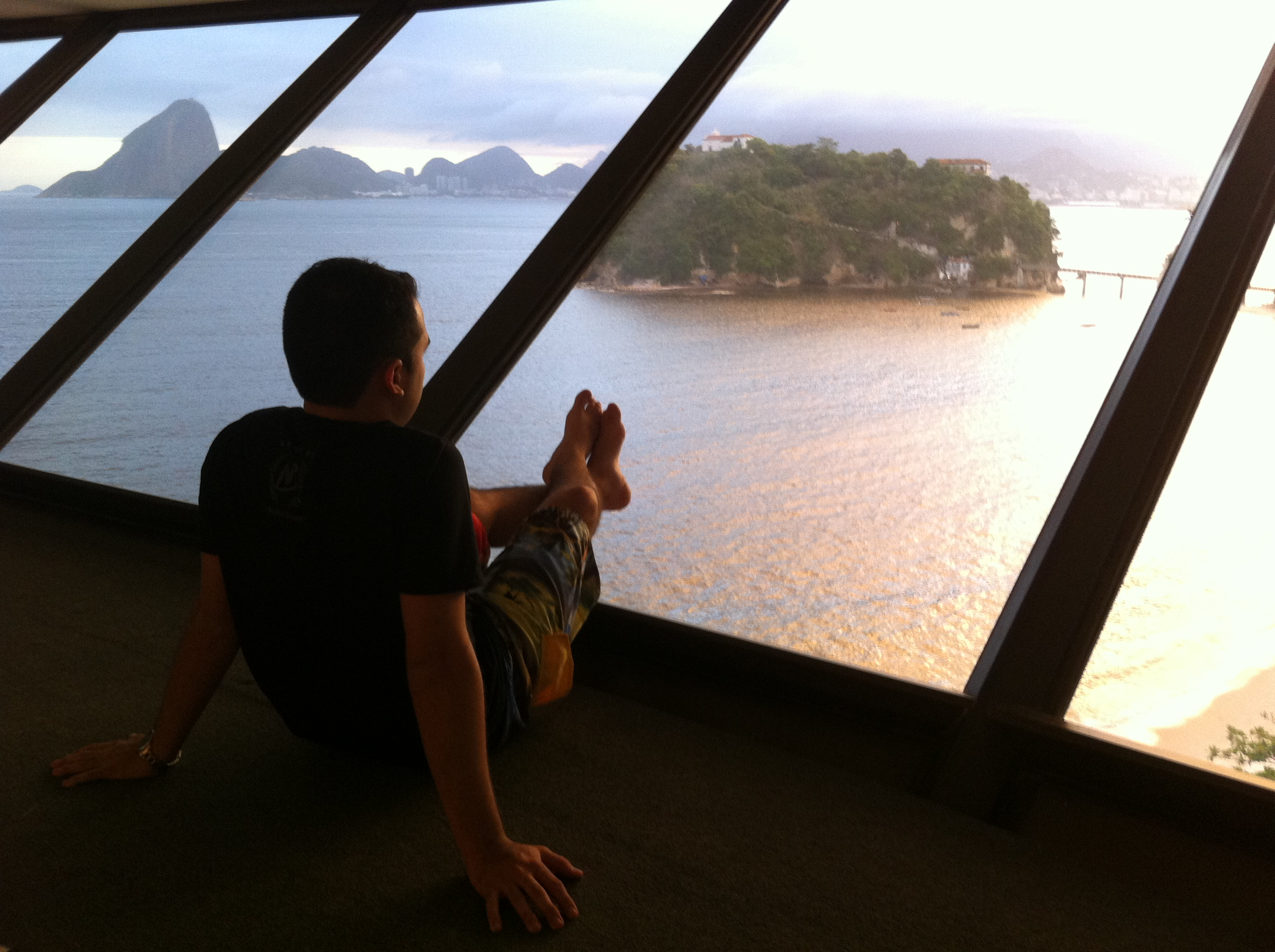
Vista interna do MAC para a Baía de Guanabara.

| “ | Estudante no início da década de 1960, olhei para o trabalho de Niemeyer como um estímulo, analisando com cuidado os desenhos de cada novo projeto. Quarenta anos depois, ele ainda tem o poder de nos surpreender. O Museu de Niterói é um bom exemplo. Posicionado no promontório rochoso como uma planta exótica, ele despedaça o convencional justapondo arte com uma vista panorâmica do porto do Rio de Janeiro. É como se, em sua mente, ele tivesse esmagado, nas rochas abaixo, a convencional caixa da galeria, e nos desafiado a enxergar arte e natureza como duas coisas iguais. | ” |

O edifício em si do MAC Niterói é a primeira obra que o museu oferece à contemplação. A estrutura de linhas circulares do edifício apresenta-se como uma escultura de 16 metros de altura em praça aberta, em que o espelho d'água colocado em sua base e a iluminação empregada conferem grande leveza. A rampa sinuosa externa conduz ao interior, com dois pavimentos. O moderno complexo arquitetônico, concebido pelo arquiteto Oscar Niemeyer, apresenta o concreto nu e duro numa forma arredondada, suave e moderna, do jeito que já chega a ser um tipo de marca registrada em quase todas as obras de Oscar Niemeyer.

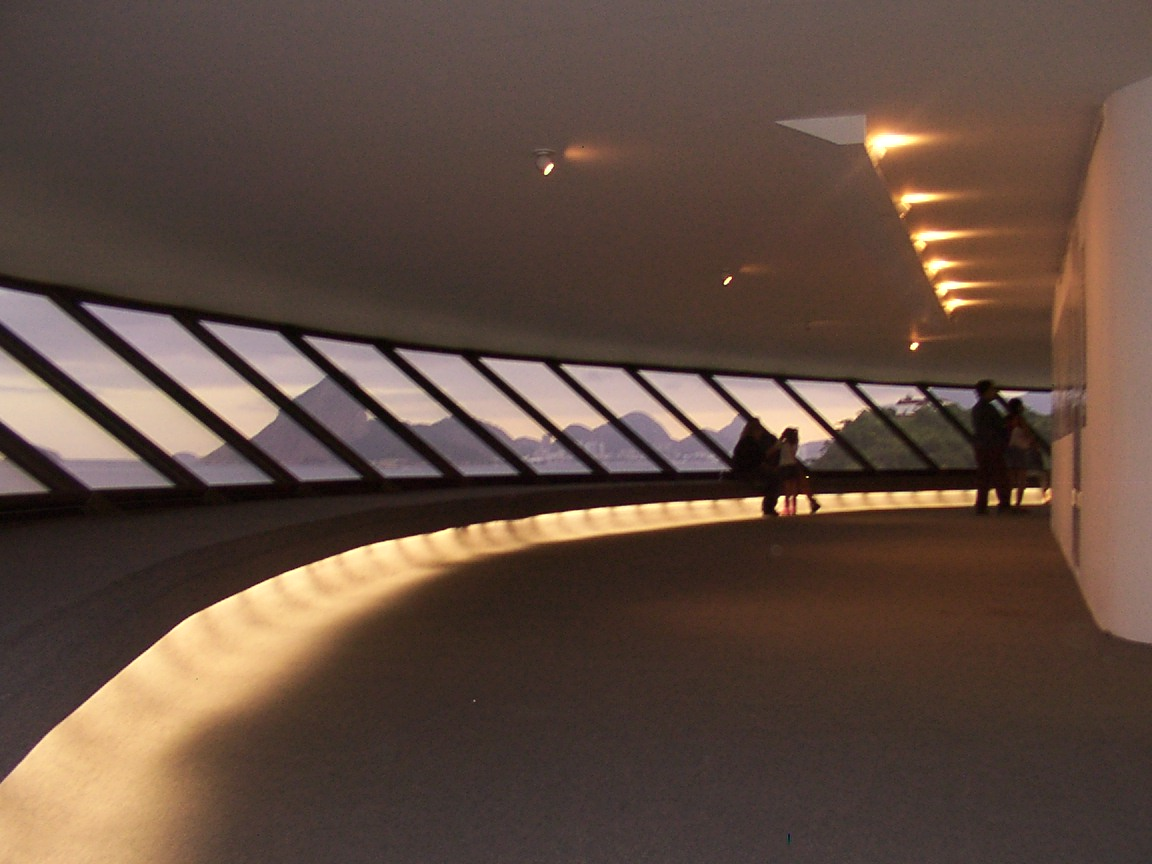
Vista de uma galeria de mostras do MAC, com janelas panorâmicas de um lado e obras em exposição do outro

No primeiro pavimento, funciona a Administração. No segundo pavimento, estão a sala de exposições e a varanda panorâmica, envidraçada, também reservada para mostras. O mezanino, por sua vez, que circunda todo o interior do museu, é dividido em salas menores, destinadas a exposições. No subsolo, encontram-se uma área para armazenagem de obras, um bar, um restaurante e um auditório para conferências.
O museu tem 2 500 metros quadrados de área e sua construção demorou cinco anos, tendo sido precisos 300 operários. Foram consumidos 3,2 milhões de metros cúbicos de concreto, quantidade suficiente para levantar um prédio de 10 pavimentos. O prédio tem 50 metros de diâmetro, tendo recebido tratamento térmico e impermeabilizante. A estrutura consegue suportar um peso de cerca de 400 quilogramas por metro quadrado e ventos de velocidade de até 200 quilômetros por hora.

## Acervo

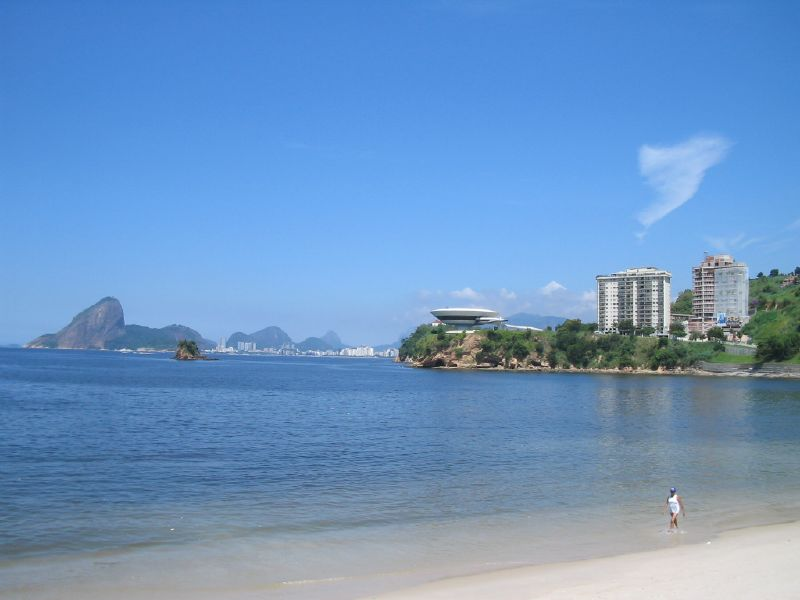
O museu visto da Praia de Icaraí, com o Pão de Açúcar e a cidade do Rio de Janeiro ao fundo

O acervo permanente do MAC é constituído pela Coleção João Sattamini, um conjunto de mais de mil peças, reunidas desde a década de 1950 pelo colecionador João Sattamini, constituindo a segunda maior coleção de arte contemporânea do Brasil. A ideia de criação do museu, segundo Roberto da Silveira, surge da intenção de João Sattamini de doar sua coleção de arte para a cidade. E o museu nasce precisamente para abrigá-la.
Iniciada em 1966, quando Sattamini reside na Itália, a coleção de quase  1 200 obras define-se como um dos mais significativos conjuntos de arte brasileira produzida entre os anos 1950 e 1990. A coleção abrange um amplo espectro da arte contemporânea tal qual veio se consolidando no Brasil a partir da década de 1950. Aqui se acham obras de, por exemplo, João Carlos Goldberg, Frans Krajcberg, Tomie Ohtake, Abraham Palatnik, Mira Schendel e Carlos Vergara, entre outros. Estas obras revelam influência de muitas vertentes artísticas contemporâneas, como, por exemplo, da Nova Objetividade Brasileira, do Experimentalismo, do Concretismo e do Neoconcretismo.
Além da Coleção João Sattamini, o MAC NIT conta também com a Coleção MAC de Niterói, constituída atualmente por um conjunto de 369 obras de arte, doadas por artistas que realizaram exposições no Museu como Felippe Moraes, Lyz Paryzo e Elle de Bernardini.

## Caminho Niemeyer

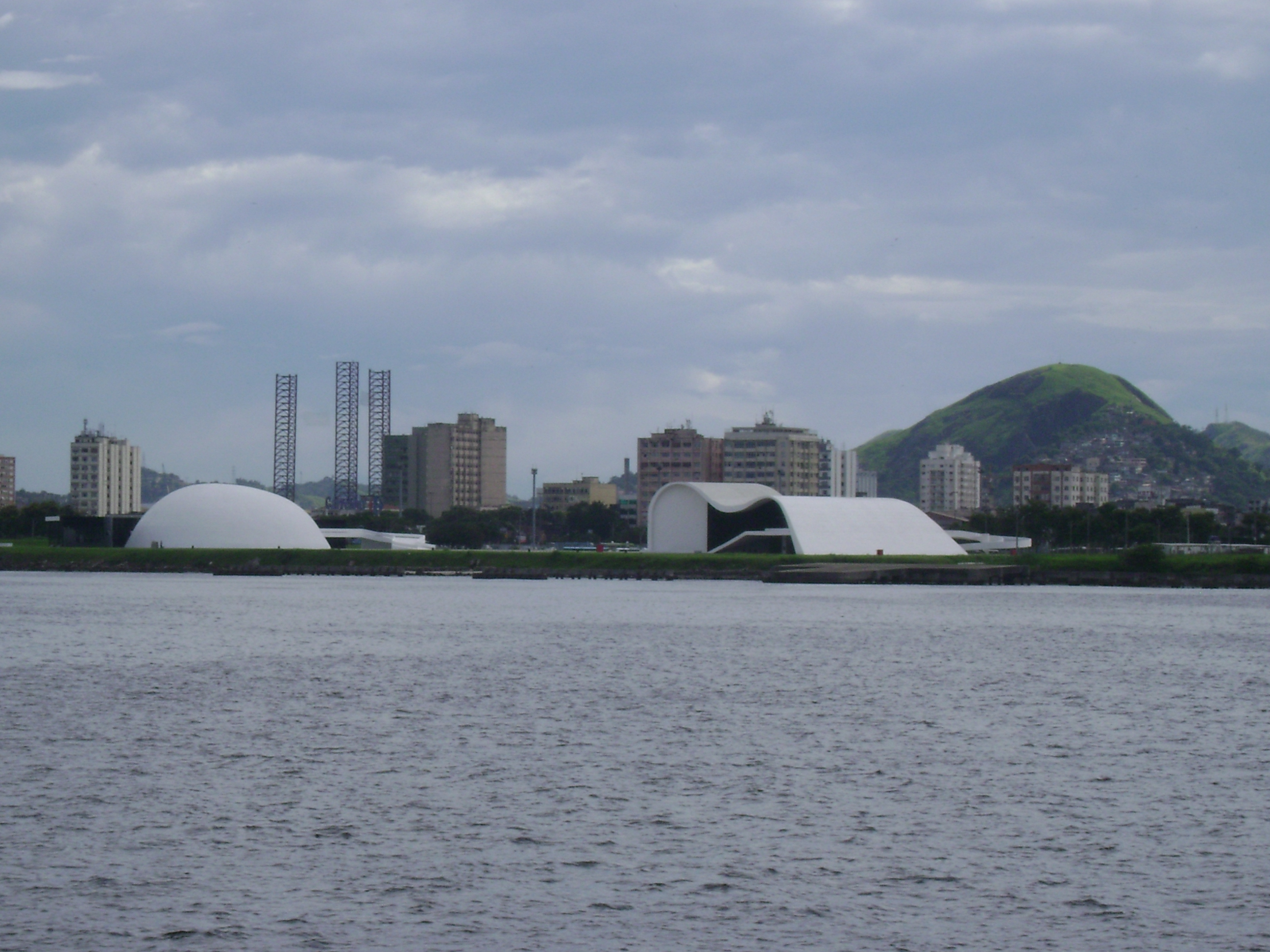
Edificações do Caminho Niemeyer vistas de uma barca.

A partir da concretização deste projeto, a Prefeitura Municipal de Niterói convidou o arquiteto a realizar outros trabalhos na cidade. A série de intervenções urbanísticas e edifícios que abrigam atividades culturais daí decorrentes, e que seguem um faixa contínua na paisagem da cidade, são conhecidos como Caminho Niemeyer.
O Caminho Niemeyer inclui atualmente dez projetos, cinco concluídos, dois em construção e três ainda em fase de projeto: Museu de Arte Contemporânea de Niterói, Praça JK, Memorial Roberto Silveira, Teatro Popular de Niterói, Estação Hidroviária de Charitas, prédio do Terminal das Barcas de Charitas e Fundação Oscar Niemeyer.

## Exposições

### Projeto Mirante
De abril a maio de 2022 foi realizado o Projeto Mirante nas áreas externas do MAC Niterói e concebido pelo artista e curador Felippe Moraes, propondo a discussão de assuntos da jovem produção de arte contemporânea brasileira como território, antropoceno, ruína e trabalho. Segundo Moraes, o projeto "é construído como forma de fazer o museu pensar sobre si mesmo, seu lugar social, político e sua relação com a cidade. Entendemos que a instituição é mais que um edifício, é programação, é educação e é encontro entre criadores, suas produções e a sociedade". O programa apresentou três exposições simultâneas com assistência curatorial de Ana Carla Soler:
- Território Vento: exposição coletiva lidando na rampa do museu com a noção de território a partir da palavra escrita em diversos suportes como bandeiras, cangas, faixas, pipas e fitinhas do Bonfim. Abordando principalmente a presença e urgência do texto na produção artística brasileira naquela década. Artistas: Julia Saldanha, Marília Scarabelo, OPAVIVARÁ!, Raphael Escobar, Rodolfo Viana e Thiago Ortiz[4][5]
- Antropocênica: exposição coletiva de vídeos na recepção do museu discutindo a influência humana no planeta terra com corpos alterando o planeta de forma alegórica, poética ou ficcional. Artistas: Mari Fraga, Patrick Furness e Ricardo de Càstro.[5][6]
- Retrabalho: a primeira mostra individual do artista mineiro Juan Casemiro ocorreu na praça do museu, apresentando esculturas e instalações construídas com tijolos modulares.[5][4]

## Programação
Além das exposições programadas, há uma programação regular:
- Glorinha e Renato - Show musical infantil sempre no 2º sábado de cada mês, às 11h no auditório (subsolo do museu).
- Cineclube Cineolho - Local: auditório (subsolo do museu), distribuição de senhas a partir das 15h30 (60 lugares).
- Feira de Troca Cultural - No pátio do museu, de 10 às 13h - 1º domingo do mês - trazer seus objetos de cunho cultural, usados ou não, para expor e realizar as trocas. Paralelamente à feira, estará acontecendo a Tocata Aberta, uma oficina experimental de música intuitiva.
- Encontro para Professores - Local: auditório (subsolo do museu) - Toda 3ª quinta-feira do mês, 14 às 17h - Programa pedagógico mensal para professores e estudantes de cursos de licenciatura de todas as áreas de conhecimento.
- Visita Orientada para o Público Espontâneo - Todo sábado, 11h00 às 11h40 e 15h00 às 15h40.
- Contação de Histórias no MAC de Niterói - Todo domingo, 16h.
- Tai Chi Chuan - Quartas e sextas-feiras, 07h30 às 08h30; domingos, 08h30 às 09h30.

## Bistrô
O Bistrô MAC fica localizado no subsolo do museu. Funciona terças, quartas, quintas e domingo, das 9h às 18h. Sextas e sábados, das 9h à meia-noite.

## Biblioteca e publicações
A biblioteca possui aproximadamente 40 mil documentos sobre arte moderna e contemporânea brasileira. Livros, catálogos, teses, dissertações, dossiês (de artistas visuais, críticos de artes, arquitetura e design), revistas, recortes de jornais (clippings), multimeios (DVD, CD, CD-ROM e VHS) e outros itens informacionais, focados na história e na memória da instituição, são disponibilizados pela Divisão de Teoria, Pesquisa, Curadoria e Documentação para consulta.

## Como chegar

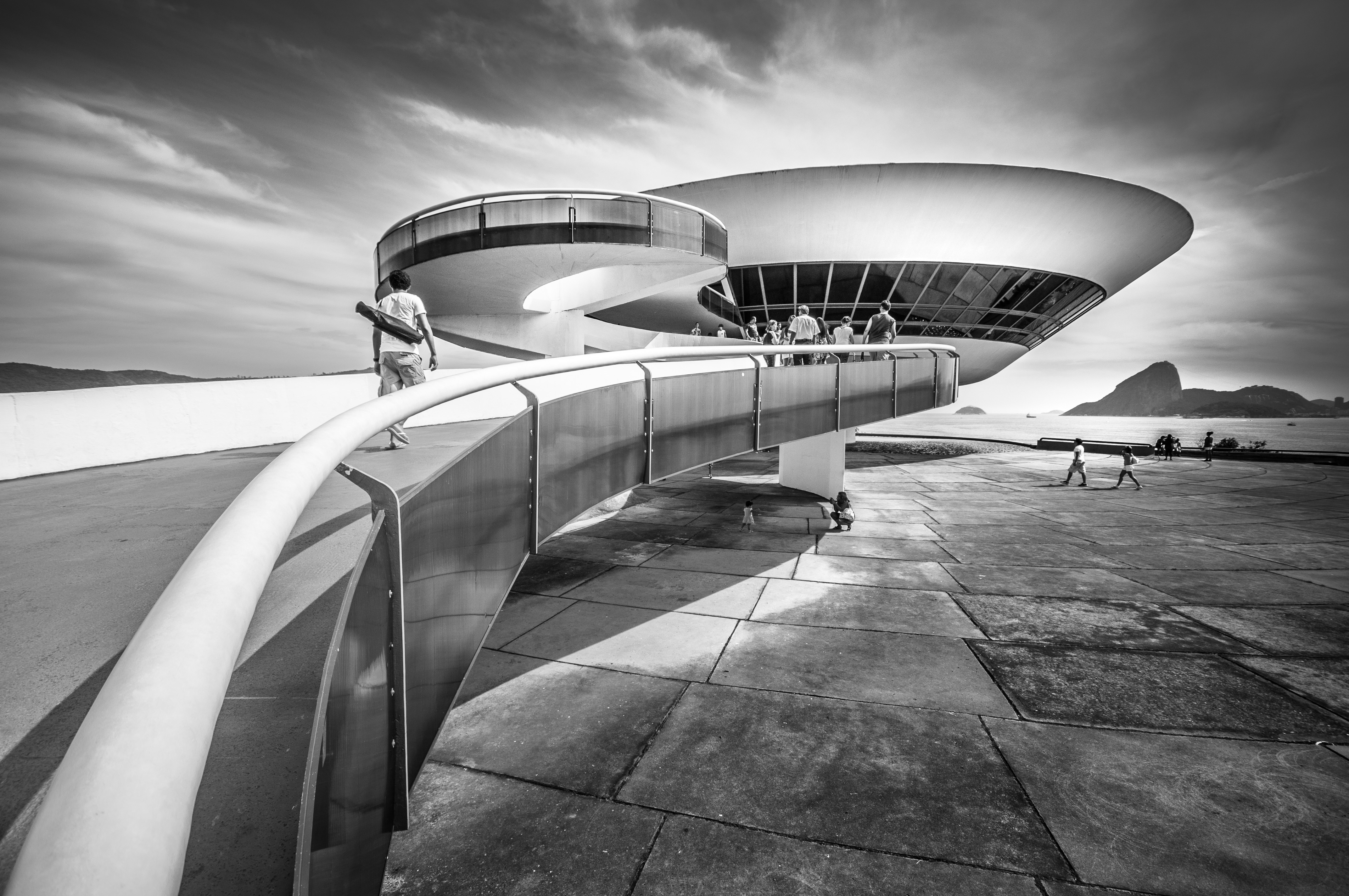
Entrada do museu.

Para quem estiver na cidade do Rio de Janeiro, a maneira mais usual e rápida para se chegar no Museu de Arte contemporânea de Niterói é ir até a Praça XV e atravessar a Baía de Guanabara por meio das barcas.
Chegando em Niterói (Praça Arariboia), se dirija para o Terminal Rodoviário João Goulart, ao lado da estação das barcas. De lá, partem ônibus com destino à Região Oceânica de Niterói, praia de Icaraí, Charitas e bairros adjacentes. Entre as linhas de ônibus que passam pelo Museu indica-se a linha 47B. Alternativamente, o transporte via táxi entre a estação das barcas e o museu MAC é acessível e aconselhável, com a corrida não levando mais do que 5-10 minutos.